# 1990 en Palestine
Chronologie de la Palestine
- 1986
- 1987
- 1988
- 1989
- 1990
- 1991
- 1992
- 1993
- 1994

Cette page concerne les événements survenus en 1990 en Palestine :

## Évènements
- Première intifada (1987 - 1993)
- 23 février : Le secrétaire d'État américain, James Baker, déclare au ministre israélien des affaires étrangères, Moshe Arens, que le moment est venu pour Israël d'accepter sa formule de compromis pour un dialogue israélo-palestinien.
- 28 février : Le secrétaire d'État américain James Baker demande l'assurance que les garanties de logement demandées par Israël pour la réinstallation des Juifs soviétiques ne seront pas utilisées pour soutenir les colonies dans les territoires palestiniens occupés.
- 3 mars : Le président américain George H. W. Bush déclare que les États-Unis « ne croient pas qu'il devrait y avoir de nouvelles colonies en Cisjordanie ou à Jérusalem-Est ».
- 16 mars : L'armée israélienne tue trois membres présumés du Front démocratique pour la libération de la Palestine (FDLP) dans la zone de sécurité du Sud-Liban.
- 29 mars : Le colonel Yehuda Meir, ayant ordonné à des soldats de « briser systématiquement les os » de près de deux douzaines de manifestants palestiniens ligotés, nie les huit chefs d'accusation retenus contre lui dans le cadre de la procédure de la cour martiale, à savoir abus, dommages graves causés intentionnellement et comportement inacceptable pour un officier[1].
- 7 avril : Le Hamas décline l'invitation à participer au Comité préparatoire pour la restructuration du CNP.
- 14 mai : Le rabbin Moshe Levinger, qui a abattu le propriétaire d'un magasin palestinien Khayed Salah et blessé le client Ibrahim Bali lorsqu'il a été attaqué par des lanceurs de pierres dans le centre de la ville d'Hébron le 30 septembre 1988, a été reconnu coupable après avoir signé un accord de plaidoyer. Levinger a été condamné à cinq mois de prison. Il n'y reste que 92 jours.
- 20 mai : Ami Popper (en), un ancien soldat israélien déshonoré et congédié, tue sept travailleurs palestiniens de la bande de Gaza dans la ville israélienne de Rishon Lezion. Popper a commis le meurtre avec un fusil qu'il avait volé à son frère soldat.
- 30 mai : Des militants du Front de libération de la Palestine (FLP) tentent d'attaquer la plage de Nitzanim, près de Tel Aviv, à l'aide de vedettes rapides. Des navires et des avions israéliens interceptent les militants, en tuent quatre et en capturent douze.
- 11 juin : L'Organisation de libération de la Palestine (OLP) publie une déclaration s'opposant à toute action militaire visant des civils en réponse à la tentative d'attentat du 30 mai 1990 du PLF.
- 20 juin : Le président américain George H. W. Bush annonce la suspension du dialogue entre les États-Unis et l'OLP en raison de la tentative d'attentat du 30 mai 1990, au cours de laquelle des militants du PLF ont tenté d'attaquer des civils près de Tel-Aviv.
- 17 juillet : Le président palestinien Yasser Arafat épouse Souha Arafat lors d'une cérémonie secrète le jour de son 27e anniversaire, alors qu'il est âgé de 61 ans. Sa mère, Raymonda Tawil, l'avait présentée à Yasser Arafat en France, après quoi elle avait travaillé comme secrétaire à Tunis. Leur mariage n'a été annoncé qu'en 1992. Souha Arafat devient Première Dame de Palestine[2].
- 21 septembre : Le Parlement libanais modifie la Constitution libanaise pour rejeter la réinstallation, qui fait référence aux réfugiés palestiniens au Liban, en accord avec les forces politiques palestiniennes qui réclament le droit des réfugiés à retourner dans leurs foyers.
- 8 octobre : Première intifada  et Tueries du Mont du Temple : à la suite de la décision du groupe juif extrémiste des Fidèles du Mont du Temple (en)) de poser la pierre angulaire du Temple, des émeutes massives éclatent et, au cours des affrontements qui s'ensuivent, 17 Palestiniens meurent, plus de 150 Palestiniens sont blessés par les forces de sécurité israéliennes, et plus de 20 civils et policiers israéliens sont blessés par des Palestiniens.
- 12 octobre : À la suite des tueries de 1990 sur le Mont du Temple, le Conseil de sécurité des Nations unies adopte la résolution 672, dans laquelle il « condamne tout particulièrement les actes de violence commis par les forces de sécurité israéliennes, qui ont entraîné des blessures et des pertes en vies humaines », se félicite de la décision du Secrétaire général d'envoyer une mission dans la région et lui demande « de lui présenter un rapport avant la fin du mois d'octobre 1990 ».
- 24 octobre : Le Conseil de sécurité des Nations unies déplore à l'unanimité, dans sa résolution 673, le refus du gouvernement israélien de recevoir la mission du Secrétaire général dans la région et « demande instamment au gouvernement israélien de reconsidérer sa décision et insiste pour qu'il se conforme pleinement à la résolution 672 ».
- 20 décembre : Le Conseil de sécurité des Nations unies adopte la résolution 681 qui se déclare « gravement préoccupé par la détérioration dangereuse de la situation dans tous les territoires palestiniens occupés par Israël depuis 1967, y compris Jérusalem », faisant référence à la Cisjordanie et à la bande de Gaza comme étant palestiniennes et incluant Jérusalem comme en faisant partie. La résolution demande instamment à Israël « d'accepter l'applicabilité de jure de la quatrième convention de Genève de 1949 à tous les territoires occupés par Israël depuis 1967 » et « demande aux hautes parties contractantes à la quatrième convention de Genève de 1949 de veiller à ce qu'Israël respecte » les obligations qui lui incombent en vertu de la convention. La résolution est adoptée à l'unanimité[3].

## Création
- Applied Research Institute (en) (ONG palestinienne)
- Avnei Hefetz (colonie israélienne en Cisjordanie)
- Alon (colonie israélienne) (en) en Cisjordanie.
- Dugit (en) (colonie israélienne)
- Union démocratique palestinienne (parti politique)